# Stadion Tarpieda w Mińsku
Stadion Tarpieda – wielofunkcyjny stadion w Mińsku, stolicy Białorusi. Został otwarty w 1958 roku. Może pomieścić 5200 widzów. W przeszłości swoje spotkania rozgrywali na nim piłkarze klubów Tarpieda Mińsk i FK Mińsk. Stadion był jedną z aren Mistrzostw Europy U-19 kobiet 2009.